# Yemenobrium velutinum
Yemenobrium velutinum är en skalbaggsart som beskrevs av Karl Adlbauer 2005. Yemenobrium velutinum ingår i släktet Yemenobrium och familjen långhorningar. Inga underarter finns listade i Catalogue of Life.